# Анти (Грчка)
Анти (грч. Ανθή) је насељено место у општини Висалтија у периферији Средишња Македонија, Грчка. Према попису из 2021. године било је 450 становника.
Према бугарском географу и историчару, Василу Канчову, у Антију је 1900. године живело 120 Рома и 80 Турака. Године 1923. турско становништво је принудно исељено у Турску а на њихово место су насељене грчке избегличке породице. На попису из 1928. године Анти је имао 301 становника (искључиво Грка, јер се ромско становништво иселило). Село се раније звало Фиток